# Brachymeria pilosa
Brachymeria pilosa är en stekelart som beskrevs av Nikol'skaya 1952. Brachymeria pilosa ingår i släktet Brachymeria och familjen bredlårsteklar.
Artens utbredningsområde är Turkmenistan. Inga underarter finns listade.